# Numancia de la Sagra (kommun)
Numancia de la Sagra är en kommun i Spanien.   Den ligger i provinsen Toledo och regionen Kastilien-La Mancha, i den centrala delen av landet, 40 km söder om huvudstaden Madrid. Antalet invånare är 4 951.